# Жан Алези
Жан Алези (фр. Jean Alesi; рођен као Ђовани Алези 11. јуна 1964. године) је француски возач ауто-трка италијанског порекла. Возио је за Тајрел, Бенетон, Заубер, Прост, Џордан и најзначајнији Ферари где се показао веома популарана међу Тифозима.
Једина трка на којој је победио је била Велика награда Канаде 1995. године. То се десило на његов 31. рођендан у болиду са редним бројем 27 који је својевремено имао канадски херој Жил Вилнев који је такође возио за Ферари. Док је прослављао победу на стази враћајући се у бокс, његов болид је остао без горива, те га је тимски колега Михаел Шумахер одвезао до пита.